# Suchona
Die 558 km lange Suchona (russisch Сухона) ist ein Fluss in der Oblast Wologda in Nordwestrussland.
Der komplett schiffbare Fluss entfließt dem Kubenasee (Кубенское озеро), der von der Kubena gespeist wird. Von dort aus fließt er durch eine sumpfige Niederung zumeist in östlicher Richtung bis nach Weliki Ustjug, um sich dort mit dem von Süden kommenden Jug zur Nördlichen Dwina zu vereinigen. Die mittlere Abflussmenge in der Nähe der Mündung beträgt 456 m³/s, kann aber im Frühjahr bis 6520 m³/s ansteigen. Dabei kann es durch starken Zufluss aus der Wologda und Lescha und aufgrund des geringen Gefälles am oberen Flusslauf zur vorübergehenden Umkehrung der Flussrichtung in Richtung Kubenasee kommen. Im Sommer dagegen sinkt die Abflussmenge auf bis zu 17,6 m³/s ab, was zu Unterbrechungen des Schiffsverkehrs führt. Ende Oktober oder im November beginnt die Suchona zu gefrieren, im Dezember auch die Flussmitte. Die Eisdecke öffnet sich erst in der zweiten April- oder ersten Maihälfte.
Durch einen Kanal, der den Kubenasee mit dem Wolga-Ostsee-Kanal verbindet, sind die Suchona und die Nördliche Dwina an das innerrussische Kanalsystem angeschlossen.
Die Suchona, die länger als der Jug ist, und die mehrere Hundert Kilometer lange Kubena können als die eigentlichen – ineinander übergehenden – Quellflüsse der Nördlichen Dwina betrachtet werden, weil sie länger als jeder andere Zufluss sind.